# 5 groszy polskich (1816–1832)
5 groszy polskich (1816–1832) – moneta pięciogroszowa Królestwa Kongresowego okresu autonomii, wprowadzona ukazem cara Aleksandra I z 1 grudnia 1815 r., bita w bilonie w latach 1816–1832, według systemu monetarnego opartego na grzywnie kolońskiej.
Moneta została wycofana z obiegu 1 stycznia 1891.

## Awers
Na tej stronie umieszczono średni herb Królestwa Kongresowego, tzn. orła rosyjsko-polskiego – dwugłowy orzeł z trzema koronami, dużą pośrodku i dwiema małymi na głowach orła, w prawej łapie trzyma miecz i berło, w lewej jabłko królewskie, na piersi, na tle gronostajowego płaszcza, tarcza herbowa z polskim orłem. Po obu stronach dużej korony rok bicia 1816 – 1832. Na dole, po obu stronach ogona orła, znajduje się znak intendenta mennicy w Warszawie –
- I.B. (Jakuba Benika 1816–1827),
- F.H. (Fryderyka Hungera 1827–1830) lub
- K.G. (Karola Gronaua 1831–1832)[4].

## Rewers
Na tej stronie umieszczono nominał „5", pod nim napis „GROSZY”, poniżej „POLS•”, całość otoczona wieńcem.

## Opis
Monetę bito w mennicy w Warszawie, w bilonie (próby 194), na krążku o średnicy 17 mm, masie 1,45 grama, z rantem gładkim. Według sprawozdań mennicy w latach 1816–1832 w obieg wypuszczono 26 567 071 sztuk.
Stopień rzadkości poszczególnych roczników i typów monet przedstawiono w tabeli:
| Rocznik                | Znak intendenta | Stopień rzadkości | Szacowana liczba egzemplarzy | Uwagi                                      | Zdjęcie |
| ---------------------- | --------------- | ----------------- | ---------------------------- | ------------------------------------------ | ------- |
| 5 groszy polskich 1816 | I.B.            |                   | ponad 400 000                |                                            |         |
| 5 groszy polskich 1817 | I.B.            | RR                | 1                            | być może niedobita cyfra 2 z rocznika 1827 | [ 10 ]  |
| 5 groszy polskich 1818 | I.B.            |                   | ponad 400 000                |                                            |         |
| 5 groszy polskich 1819 | I.B.            |                   | ponad 400 000                |                                            |         |
| 5 groszy polskich 1820 | I.B.            |                   | ponad 400 000                |                                            |         |
| 5 groszy polskich 1821 | I.B.            | R                 | 80 001–400 000               |                                            |         |
| 5 groszy polskich 1822 | I.B.            | R                 | 80 001–400 000               |                                            |         |
| 5 groszy polskich 1823 | I.B.            |                   | ponad 400 000                |                                            |         |
| 5 groszy polskich 1824 | I.B.            | R3                | 601–3000                     |                                            |         |
| 5 groszy polskich 1825 | I.B.            | R                 | 15 001–80 000                |                                            |         |
| 5 groszy polskich 1826 | I.B.            |                   | ponad 400 000                |                                            |         |
| 5 groszy polskich 1827 | I.B.            |                   | ponad 400 000                |                                            |         |
| 5 groszy polskich 1827 | F.H.            |                   | ponad 400 000                |                                            |         |
| 5 groszy polskich 1828 | F.H.            | R                 | 80 001–400 000               |                                            |         |
| 5 groszy polskich 1829 | F.H.            | R                 | 80 001–400 000               |                                            |         |
| 5 groszy polskich 1830 | F.H.            | R                 | 80 001–400 000               |                                            |         |
| 5 groszy polskich 1831 | K.G.            | R3                | 601–3000                     |                                            |         |
| 5 groszy polskich 1832 | K.G.            | R4                | 121–600                      |                                            |         |

Dla rocznika 1827 istnieją monety ze znakami intendenta mennicy I.B. oraz F.H..
W roku 1836 monetę zastąpiono pięciogroszówką polsko-rosyjską.
Ze względu na fakt, że okres bicia monety przypada na czas rządów dwóch carów, w numizmatyce rosyjskiej moneta, w zależności od wybitej daty, zaliczana jest do dwóch odrębnych kategorii:
- monet cara Aleksandra I (1816–1825) oraz
- monet cara Mikołaja I (1826–1832).

Istnieją monety 5 groszy polskich rocznika 1818 z perełkowym otokiem zarówno na awersie jak i na rewersie, którym opracowania przypisują status monet próbnych lub ewentualnie nowego bicia.

## Nowe bicie
Istnieją monety nowego bicia z 1857 r. z mennicy w Warszawie 1829 KG oraz 1832.